# Nils Clausson
Nils Clausson (Sparre av Ellinge), död 1505, var ett svenskt riksråd.
Nils Clausson var son till den den danske riddare Claus Nilsen till Ellinge. Hans mor Karin Stensdotter (Bielke) som var halvsyster till Karl Knutsson (Bonde) blev tidigt änka och bosatte sig då på sin gård Vik i Uppland, där Nils Clausson uppfostrades. Sedan Kristian I berövat Karl Knutsson den svenska kungakronan, tog han Ellinge från Nils Clausson, som då ännu "låg i linda". Genom detta blev han trots sin danska börd trogen anhängare till Karl Knutsson och senare kusinen Sten Sture den äldre. Nils Clausson blev 1473 hövitsman på Älvsborgs slott men måste 1497 underkasta sig kung Hans och frånträdde då befälet. Något år senare fick han i stället Stegeholm som förläning. 1 augusti 1501 deltog Nils Clausson i Sturepartiets Vadstenakonfederation i syfte att störta den danska regimen i Sverige. Vintern 1501–1502 biträdde han vid belägringen av Stockholms slott och medverkade vid kapitulationen i maj 1502. I februari 1503 inföll Sten Sture i Blekinge, och Nils Clausson blev för en kortare tid hövitsman över Lyckå län. I den kända Kalmardomen 1 juli 1505 lät kung Hans avkunna dom in contumaciam för majestätsbrott över flera svenska herrar, bland den Nils Clausson. Han avled kort tid därefter.